# Leptoconops golanensis
Leptoconops golanensis är en tvåvingeart som beskrevs av Clastrier 1981. Leptoconops golanensis ingår i släktet Leptoconops och familjen svidknott.
Artens utbredningsområde är Syrien. Inga underarter finns listade i Catalogue of Life.